# محطة أرقام

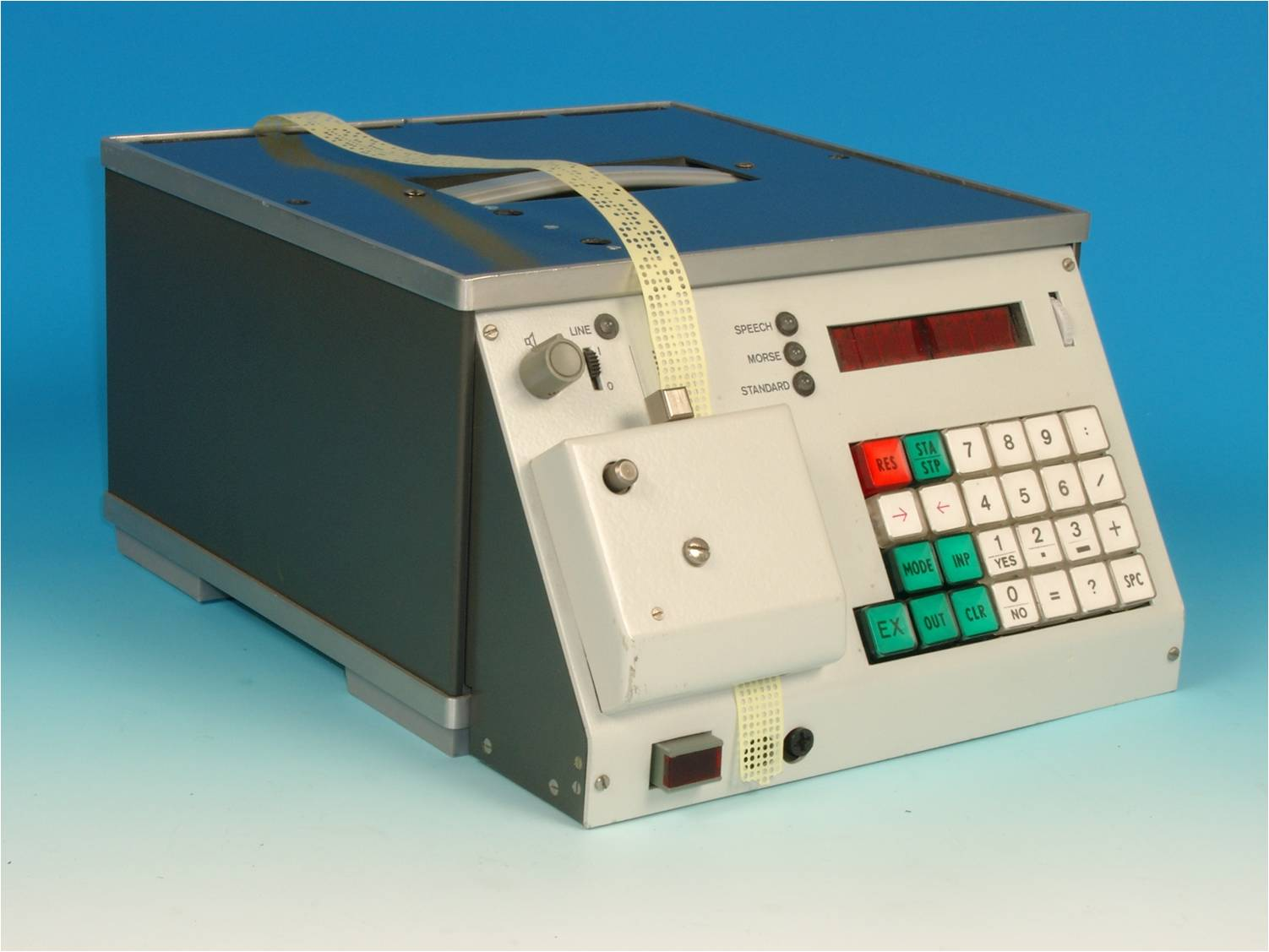

محطات الأرقام محطات راديو ذات موجة قصيرة غير معروفة المصدر. غالبا ما يبث عليها صوت مولد صناعيا يقرأ سيلًا من الأرقام والكلمات والحروف (أحيانا باستخدام أبجدية التهجئة أبجدية لفظية), ونغمات أو شفرة مورس. هذه المحطات تبث بلغات عديدة وغالبية الأصوات المستخدمة نسائية، وأحيانًا تستخدم أصوات رجال أو أطفال.
الدلائل المتوفرة تدعم فرضية عامة منتشرة بأن البث يستخدم لإرسال رسائل إلى جواسيس. حتى الآن لم تعلن أي حكومة أنها تستخدم محطة أرقام أو تعلن مسئوليتها عن إحداها, إلا في حالة واحدة تم الإعلان عنها، وهي حالة تجسس خمس كوبيون باستخدام محطة الأرقام داخل الولايات المتحدة, وهو ما يعرف باسم حالة الكوبيين الخمسة.
محطة الأرقام تظهر وتختفى بمرور الوقت (بالرغم من أن بعضها له جدول بث محدد), وزاد نشاطها بشكل ملحوظ في عقد التسعينات من القرن العشرين, هذا النشاط الزائد يوضح أن أعمال محطة الأرقام المتعلقة بالتجسس ليست خاصة بفترة الحرب الباردة.